# Escalerillas, Xalatlaco
Escalerillas är en ort i Mexiko.   Den ligger i kommunen Xalatlaco och delstaten Mexiko, i den sydöstra delen av landet, 40 km sydväst om huvudstaden Mexico City. Escalerillas ligger 2 832 meter över havet och antalet invånare är 243.
Terrängen runt Escalerillas är huvudsakligen kuperad, men åt sydost är den bergig. Terrängen runt Escalerillas sluttar brant västerut. Runt Escalerillas är det tätbefolkat, med 356 invånare per kvadratkilometer. Närmaste större samhälle är San Mateo Atenco, 15,7 km nordväst om Escalerillas. Trakten runt Escalerillas består till största delen av jordbruksmark.